# 第103師団 (日本軍)
第103師団（だいひゃくさんしだん）は、大日本帝国陸軍の師団の一つ。1944年（昭和19年）5月に策定された「十一号作戦準備」（「準備」）に基づき、フィリピンにおいて独立混成旅団4個を基幹に各々師団に改編して編成した内の一つ。

## 沿革
1944年6月、フィリピン、ルソン島所在の独立混成第32旅団を基幹により編成され、第14方面軍に編入された。当初、第103師団はルソン島北部を担任し、担当区域の西を歩兵第79旅団が、東を歩兵第80旅団が担っていた。
第103師団はレイテ島の戦いの進行中もルソン島北部を担当していたが、1945年（昭和20年）1月、防衛体制の改編に伴い設けられた山下奉文第14方面軍司令官直率の尚武集団に属し、ルソン島北端アパリとルソン島北部西側の防衛を担った。
1945年1月9日、アメリカ軍がリンガエン湾に上陸し、北部にも部隊を差し向けた。その防衛のため第103師団主力が派遣されたが、カガヤン付近で敗れた後、優勢なアメリカ軍に圧迫され師団は山岳地帯に退却した。飢餓などの困難な状況の中で持久戦を継続し終戦を迎えた。

## 師団概要

### 歴代師団長
- 村岡豊 中将：1944年（昭和19年）6月21日 - 終戦[1]

### 参謀長
- 新藤多喜男 中佐：1944年（昭和19年）6月21日 - 1944年12月30日[2]
- 岡本孝行 大佐：1944年（昭和19年）12月30日 - 終戦[3]

### 最終司令部構成
- 参謀長：岡本孝行大佐

### 最終所属部隊
- 歩兵第79旅団（熊本）：荒木正二中将
  - 独立歩兵第175大隊：山下末吉少佐
  - 独立歩兵第176大隊：杉木守大佐
  - 独立歩兵第178大隊：松原勘一少佐
  - 独立歩兵第356大隊：瀧上良一少佐
  - 歩兵第79旅団通信隊：
  - 歩兵第79旅団作業隊：
- 歩兵第80旅団（熊本）：湯口俊太郎少将
  - 独立歩兵第177大隊：坂巻隆次大佐
  - 独立歩兵第179大隊：一瀬末松大佐
  - 独立歩兵第180大隊：有園善行大佐
  - 独立歩兵第357大隊：粂勇少佐
  - 歩兵第80旅団通信隊：
  - 歩兵第80旅団作業隊：
- 第103師団砲兵隊：羽田三蔵少佐
- 第103師団工兵隊：竹内忠中佐
- 第103師団通信隊：甲斐清一大尉
- 第103師団輜重隊：北原芳富少佐
- 第103師団野戦病院：岩崎太郎少佐
- 第103師団病馬廠：西喜久助中尉
- 第103師団防疫給水部：大柴五八郎少佐

## 師団に所属していた著名人
師団砲兵隊に所属し、将校としては数少ない生存者である山本七平が、第103師団での出来事を詳細に書き記している（『一下級将校の見た帝国陸軍』など）。